# Liste der Baudenkmale in Freren
In der Liste der Baudenkmale in Freren sind alle Baudenkmale der niedersächsischen Gemeinde Freren aufgelistet. Die Quelle der  Baudenkmale ist der Denkmalatlas Niedersachsen. Der Stand der Liste ist der 21. November 2021.

## Allgemein
In den Spalten befinden sich folgende Informationen:
- Lage: die Adresse des Baudenkmales und die geographischen Koordinaten. Kartenansicht, um Koordinaten zu setzen. In der Kartenansicht sind Baudenkmale ohne Koordinaten mit einem roten Marker dargestellt und können in der Karte gesetzt werden. Baudenkmale ohne Bild sind mit einem blauen Marker gekennzeichnet, Baudenkmale mit Bild mit einem grünen Marker.
- Bezeichnung: Bezeichnung des Baudenkmales
- Beschreibung: die Beschreibung des Baudenkmales. Unter § 3 Abs. 2 NDSchG werden Einzeldenkmale und unter § 3 Abs. 3 NDSchG Gruppen baulicher Anlagen und deren Bestandteile ausgewiesen.
- ID: die Objekt-ID des Baudenkmales
- Bild: ein Bild des Baudenkmales, ggf. zusätzlich mit einem Link zu weiteren Fotos des Baudenkmals im Medienarchiv Wikimedia Commons. Wenn man auf das Kamerasymbol klickt, können Fotos zu Baudenkmalen aus dieser Liste hochgeladen werden:

## Freren

### Einzelbaudenkmale
| Lage                                                               | Bezeichnung                                               | Beschreibung | ID       | Bild           |
| ------------------------------------------------------------------ | --------------------------------------------------------- | --- | -------- | -------------- |
| Am Bahnhof 52° 28′ 32″ N, 7° 33′ 0″ O                              | Empfangsgebäude des ehemaligen Bahnhofs Freren            | erbaut um 1875 | 35908979 | BW             |
| Am Bahnhof 52° 28′ 32″ N, 7° 33′ 0″ O                              | Güterschuppen des ehemaligen Bahnhofs Freren              | | 35911194 | BW             |
| Am Steinkamp 4 52° 29′ 48″ N, 7° 31′ 50″ O                         | Hof Geers, Wohn-/Wirtschaftsgebäude                       | | 35910843 | BW             |
| Am Steinkamp 4 52° 29′ 47″ N, 7° 31′ 36″ O                         | Baumkranz um Hof Geers                                    | | 35911840 | BW             |
| Bahnhofstraße 2 52° 29′ 9″ N, 7° 32′ 41″ O                         | Ehemaliges Gasthaus                                       | erbaut um 1900 | 35910223 | Weitere Bilder |
| Bahnhofstraße 14 52° 29′ 8″ N, 7° 32′ 42″ O                        | Wohnhaus                                                  | erbaut um 1900 | 35909036 | Weitere Bilder |
| Bahnhofstraße 31 52° 29′ 1″ N, 7° 32′ 43″ O                        | Ehemaliges Wohnwirtschaftsgebäude                         | erbaut 1. Hälfte des 19. Jahrhunderts                                                                                                  | 35910197 | BW             |
| Bahnhofstraße 39 52° 28′ 57″ N, 7° 32′ 43″ O                       | Hof Kulüke                                                | Hallenhaus aus Ibbenbürener Sandstein, erbaut 1886                                                                                     | 35909087 | Weitere Bilder |
| Bahnhofstraße 40 52° 28′ 55″ N, 7° 32′ 42″ O                       | Kriegerdenkmal                                            | | 35909010 |                |
| Bahnhofstraße 40 52° 28′ 55″ N, 7° 32′ 42″ O                       | Einfriedung des Kriegerdenkmals                           | | 35911368 |                |
| Bahnhofstraße 77 52° 28′ 42″ N, 7° 32′ 59″ O                       | Villa Brüne                                               | erbaut 1905 | 35910749 |                |
| Beestener Straße/ggü. 39 52° 27′ 36″ N, 7° 31′ 39″ O               | Kruzifix                                                  | Wegkreuz | 35910496 | BW             |
| Beestener Straße 36 52° 27′ 55″ N, 7° 31′ 44″ O                    |                                                           | Hofkreuz | 35910549 | BW             |
| Dorfstraße 52° 28′ 5″ N, 7° 31′ 46″ O                              |                                                           | Wegekapelle | 35909908 | BW             |
| Dorfstraße/Zur Schule 52° 28′ 10″ N, 7° 31′ 21″ O                  | Scheune von Hof Paus                                      | Wirtschaftsgebäude | 35910818 | BW             |
| Geringhusener Straße 18 52° 28′ 23″ N, 7° 32′ 44″ O                | ehemaliges Wohnwirtschaftsgebäude                         | Zweiständerbau aus der 1. Hälfte des 17. Jahrhunderts (nur Innengerüst)                                                                | 35910413 | BW             |
| Mühlenstraße/Grulandstraße/Marktstraße 52° 29′ 15″ N, 7° 32′ 37″ O | Evangelisch-reformierte Kirche                            | Baudenkmal-Gruppe mit Kirchengebäude, Kirchhof samt Baumbestand und Treppenanlage                                                      | 35898164 | Weitere Bilder |
| Mühlenstraße/Grulandstraße 52° 29′ 15″ N, 7° 32′ 38″ O             | St. Andreas und Vitus                                     | Kirchengebäude, erbaut ab 1200 | 35909362 | Weitere Bilder |
| Grulandstraße/Marktstraße 52° 29′ 14″ N, 7° 32′ 40″ O              | ehemaliger Kirchhof                                       | ehemaliger Friedhof | 35909114 | Weitere Bilder |
| Grulandstraße/Marktstraße 52° 29′ 15″ N, 7° 32′ 38″ O              | Baumbestand des ehemaligen Kirchhofs                      | | 35911580 | Weitere Bilder |
| Marktstraße/Mühlenstraße 52° 29′ 15″ N, 7° 32′ 36″ O               | Treppe zur Marktstraße                                    | | 35910973 | BW             |
| Goldstraße 1 52° 29′ 13″ N, 7° 32′ 42″ O                           | Töddenhaus Pott-Holtmann                                  | ehemaliges Textilhaus (Altbau) | 35909987 | BW             |
| Goldstraße 1 52° 29′ 13″ N, 7° 32′ 42″ O                           | „Töddenzimmer“ im Töddenhaus Pott-Holtmann                | noch vollständig erhaltene Zimmereinrichtung aus der Zeit um 1850                                                                      | 35911053 | BW             |
| Goldstraße 6 52° 29′ 14″ N, 7° 32′ 41″ O                           | Wohnwirtschaftsgebäude                                    | erbaut wohl im 18. Jahrhundert | 35910169 | BW             |
| Goldstraße 6 52° 29′ 14″ N, 7° 32′ 42″ O                           | ehemalige Gaststätte                                      | erbaut wohl im 18. Jahrhundert | 35911531 | Weitere Bilder |
| Goldstraße 8 52° 29′ 15″ N, 7° 32′ 42″ O                           | Wohnhaus, ehemaliges jüdisches Bethaus                    | Baudenkmal-Gruppe; erbaut Mitte des 19. Jahrhunderts                                                                                   | 35898874 | Weitere Bilder |
| Goldstraße 8 52° 29′ 15″ N, 7° 32′ 42″ O                           | ehemaliges jüdisches Bethaus                              | erbaut Mitte des 19. Jahrhunderts | 35909961 | Weitere Bilder |
| Goldstraße 13 52° 29′ 16″ N, 7° 32′ 44″ O                          | ehemaliges Pfarrhaus                                      | erbaut 2. Hälfte des 19. Jahrhunderts                                                                                                  | 35909166 | Weitere Bilder |
| Goldstraße 14 52° 29′ 19″ N, 7° 32′ 43″ O                          | Hof Hofschulte mit Nebengebäuden                          | erbaut Anfang bis Mitte des 19. Jahrhunderts                                                                                           | 35899942 | Weitere Bilder |
| Goldstraße 14 52° 29′ 19″ N, 7° 32′ 43″ O                          | Hauptgebäude Hof Hofschulte                               | Wohn-/Wirtschaftsgebäude | 35910575 | Weitere Bilder |
| Goldstraße 14 52° 29′ 19″ N, 7° 32′ 44″ O                          | Stallgebäude von Hof Hofschulte                           | | 35910606 | Weitere Bilder |
| Goldstraße 14 52° 29′ 19″ N, 7° 32′ 43″ O                          | Stallgebäude von Hof Hofschulte                           | | 35910635 | Weitere Bilder |
| Goldstraße 14 52° 29′ 19″ N, 7° 32′ 42″ O                          | Remise von Hof Hofschulte                                 | | 35910665 | BW             |
| Grulandstraße 2 52° 29′ 15″ N, 7° 32′ 42″ O                        | Wohnhaus                                                  | erbaut um 1900 | 35909191 |                |
| Grulandstraße 2 52° 29′ 15″ N, 7° 32′ 41″ O                        | Gedenkstein für die Jüdische Gemeinde                     | | 35909934 |                |
| Grulandstraße/Mühlenstraße 52° 29′ 16″ N, 7° 32′ 39″ O             | ehemalige Bettfedernfabrik Lücking                        | Baudenkmal-Gruppe des ehemaligen Fabrikgebäudes, erbaut 2. Hälfte des 19. Jahrhunderts                                                 | 35898182 | BW             |
| Grulandstraße 7 52° 29′ 16″ N, 7° 32′ 39″ O                        | Fabrikgebäude der ehemaligen Bettfedernfabrik Lücking     | ehemaliges Fabrikgebäude, erbaut 2. Hälfte des 19. Jahrhunderts                                                                        | 35909218 | BW             |
| Grulandstraße 7 52° 29′ 16″ N, 7° 32′ 39″ O                        | Kesselhaus der ehemaligen Bettfedernfabrik Lücking        | | 35911111 | BW             |
| Grulandstraße 7 52° 29′ 16″ N, 7° 32′ 39″ O                        | Schornstein der ehemaligen Bettfedernfabrik Lücking       | | 35911659 | BW             |
| Industriestraße 52° 29′ 53″ N, 7° 33′ 7″ O                         | Jüdischer Friedhof                                        | | 35910014 | Weitere Bilder |
| Kampstraße 2 52° 28′ 27″ N, 7° 32′ 29″ O                           | Wohnwirtschaftsgebäude                                    | ehemaliges Heuerhaus, 2. Hälfte 19. Jahrhundert                                                                                        | 35910385 | BW             |
| Kirchwallstraße 52° 29′ 8″ N, 7° 32′ 47″ O                         | Kruzifix                                                  | | 35910117 | BW             |
| Königstraße 28 52° 29′ 18″ N, 7° 32′ 12″ O                         | Wirtschaftsgebäude                                        | erbaut Anfang 19. Jahrhundert | 35910143 | BW             |
| Lünsfelder Straße/Klausenstraße 2 52° 29′ 12″ N, 7° 33′ 2″ O       | Wegekapelle                                               | | 35909277 | BW             |
| Lünsfelder Straße/Klausenstraße 2 52° 29′ 12″ N, 7° 33′ 3″ O       | der die Wegekapelle umgebende Baumbestand                 | | 35910926 | BW             |
| Markt 3 52° 29′ 11″ N, 7° 32′ 38″ O                                | ehemalige Villa/Caféhaus                                  | erbaut um 1900 | 35910062 | BW             |
| Marktstraße 1 52° 29′ 13″ N, 7° 32′ 38″ O                          | Wohnhaus                                                  | erbaut 1. Hälfte 19. Jahrhundert | 35909303 | BW             |
| Marktstraße 8 52° 29′ 13″ N, 7° 32′ 34″ O                          | Wohn- und Geschäftshaus                                   | erbaut um 1900 | 35909251 | Weitere Bilder |
| Messinger Straße 2 52° 28′ 51″ N, 7° 31′ 11″ O                     | Kruzifix                                                  | Hofkreuz | 35910441 | BW             |
| Messinger Straße 2 52° 28′ 51″ N, 7° 31′ 12″ O                     | Einfriedung des Kruzifixes                                | | 35911447 | BW             |
| Messinger Straße 3 52° 28′ 53″ N, 7° 31′ 13″ O                     | Wohnwirtschaftsgebäude                                    | erbaut 1837 | 35910468 | BW             |
| Mühlenstraße 9 52° 29′ 16″ N, 7° 32′ 37″ O                         | Wohnhaus der ehemaligen Bettfedernfabrik Lücking          | erbaut im 19. Jahrhundert | 35909392 | BW             |
| Mühlenstraße 9 52° 29′ 16″ N, 7° 32′ 37″ O                         | Anbau am Wohnhaus der ehemaligen Bettfedernfabrik Lücking | erbaut im 19. Jahrhundert | 35909425 | BW             |
| Mühlenstraße 35 – 39 52° 29′ 26″ N, 7° 32′ 40″ O                   | ehemaliges Amtsgericht Freren, jetzt teils Heimathaus     | Baudenkmal-Gruppe mit Amtsrichterwohnhaus samt Nebengebäude, Neues Amtsgericht und Altes Amtsgericht, erbaut 1. Hälfte 19. Jahrhundert | 35898200 |                |
| Mühlenstraße 35 52° 29′ 25″ N, 7° 32′ 40″ O                        | Südliches Amtsrichterwohnhaus                             | | 35909453 | BW             |
| Mühlenstraße 35 52° 29′ 25″ N, 7° 32′ 40″ O                        | Südliches Amtsrichterwohnhaus, Nebengebäude               | | 35911763 | BW             |
| Mühlenstraße 37 52° 29′ 26″ N, 7° 32′ 41″ O                        | Neues Amtsgericht, jetzt Wohnhaus                         | | 35909484 | BW             |
| Mühlenstraße 39 52° 29′ 27″ N, 7° 32′ 40″ O                        | Altes Amtsgericht (nördliches Wohnhaus)                   | | 35909517 |                |
| Mühlenstraße 39 52° 29′ 27″ N, 7° 32′ 41″ O                        | Altes Amtsgericht (nördliches Wohnhaus), Nebengebäude     | | 35911081 | BW             |
| Mühlenstraße/Goldstraße 52° 29′ 17″ N, 7° 32′ 41″ O                | Katholische Kirche                                        | Baudenkmal-Gruppe mit Kirchengebäude, Friedhof und Kirchgarten                                                                         | 35898218 | Weitere Bilder |
| Mühlenstraße/Goldstraße 52° 29′ 17″ N, 7° 32′ 41″ O                | Katholische Kirche St. Vitus                              | erbaut 1896 | 35909329 | Weitere Bilder |
| Mühlenstraße/Goldstraße 52° 29′ 18″ N, 7° 32′ 40″ O                | Katholische Kirche St. Vitus, Friedhof                    | ehemaliger Friedhof | 35909140 | Weitere Bilder |
| Mühlenstraße/Goldstraße 52° 29′ 17″ N, 7° 32′ 43″ O                | Katholische Kirche St. Vitus, Kirchgarten                 | | 35911501 | Weitere Bilder |
| Napoleondamm 1 52° 26′ 20″ N, 7° 36′ 30″ O                         | Wohnhaus                                                  | erbaut um 1900 | 35910277 | BW             |
| Napoleondamm 1 52° 28′ 1″ N, 7° 33′ 55″ O                          | Baumbestand                                               | | 35910949 | BW             |
| Ostwier Straße 14 52° 29′ 32″ N, 7° 33′ 27″ O                      | Wirtschaftsgebäude                                        | erbaut 1. Hälfte 19. Jahrhundert | 35910359 | BW             |
| Ostwier Straße 16 52° 29′ 30″ N, 7° 33′ 34″ O                      | Wohnhaus                                                  | erbaut 1905 | 35910304 | BW             |
| Ostwier Straße 17 52° 29′ 22″ N, 7° 33′ 26″ O                      | Wohnwirtschaftsgebäude                                    | erbaut 1797 | 35910332 | BW             |
| Sunderberg 3 52° 30′ 44″ N, 7° 33′ 7″ O                            | Wohnwirtschaftsgebäude                                    | erbaut 1. Hälfte des 19. Jahrhunderts                                                                                                  | 35910090 | BW             |
| Suttrup 52° 28′ 1″ N, 7° 31′ 17″ O                                 | Kirche Suttrup                                            | Baudenkmal-Gruppe, die Kirchengebäude, Friedhof, Kriegerdenkmal, Einfriedungen und Baumbestand umfasst                                 | 35898253 |                |
| Suttrup 52° 28′ 1″ N, 7° 31′ 17″ O                                 | Kirche St. Marien Suttrup                                 | | 35909702 |                |
| Suttrup 52° 28′ 1″ N, 7° 31′ 22″ O                                 | Friedhof Suttrup                                          | | 35909731 | BW             |
| Suttrup 52° 28′ 2″ N, 7° 31′ 20″ O                                 | Baumbestand Kirche und Friedhof Suttrup                   | | 35911555 | BW             |
| Suttrup 52° 28′ 1″ N, 7° 31′ 16″ O                                 | Kriegerdenkmal                                            | | 35909757 | BW             |
| Suttrup 52° 28′ 2″ N, 7° 31′ 23″ O                                 | Einfriedung Friedhof Suttrup                              | | 35911343 | BW             |
| Suttrup 52° 28′ 2″ N, 7° 31′ 18″ O                                 | Einfriedung Kirche Suttrup                                | | 35911473 | BW             |
| Suttrup 7 52° 28′ 8″ N, 7° 31′ 7″ O                                | Scheune des Hofs Hermes                                   | Wirtschaftsgebäude | 35909812 | BW             |
| Suttrup 7 52° 28′ 9″ N, 7° 31′ 7″ O                                | Grabkreuz                                                 | in die Wand der Scheune des Hofs Hermes eingemauertes Steinkreuz                                                                       | 35911027 | BW             |
| Schaler Straße 52° 28′ 24″ N, 7° 34′ 0″ O                          | Gut Hange                                                 | Baudenkmal-Gruppe, die Herrenhaus, Kapelle, Wohnhaus, ehemalige Mühle, Tor, Garten, Gartenpavillon und Graft mit Brücke umfasst        | 35898234 | Weitere Bilder |
| Schaler Straße 52° 28′ 23″ N, 7° 34′ 1″ O                          | Kapelle von Gut Hange                                     | Kapelle | 35911141 | Weitere Bilder |
| Schaler Straße 52° 28′ 25″ N, 7° 34′ 1″ O                          | Herrenhaus Gut Hange                                      | Herrenhaus | 35909671 | Weitere Bilder |
| Schaler Straße 52° 28′ 22″ N, 7° 33′ 58″ O                         | ehemalige Mühle von Gut Hange                             | Baukomplex, nach der Mühlennutzung Wohngebäude des Georgsstifts                                                                        | 35909640 | Weitere Bilder |
| Schaler Straße 52° 28′ 22″ N, 7° 34′ 0″ O                          | ehemaliges Stallgebäude von Gut Hange                     | Stallbau neben der ehemaligen Mühle, danach in ein Wohngebäude des Georgsstifts umgewandelt                                            | 35909640 | Weitere Bilder |
| Schaler Straße 52° 28′ 23″ N, 7° 33′ 51″ O                         | Garten des Guts Hange                                     | | 35911238 |                |
| Schaler Straße 52° 28′ 21″ N, 7° 33′ 51″ O                         | Pavillon im Garten des Guts Hange                         | Gartenpavillon | 35909579 |                |
| Schaler Straße 52° 28′ 26″ N, 7° 33′ 57″ O                         | Tor zum Herrenhaus Gut Hange                              | | 35911710 | BW             |
| Schaler Straße 52° 28′ 25″ N, 7° 33′ 58″ O                         | Graft von Gut Hange                                       | | 35909610 | BW             |
| Schaler Straße 52° 28′ 26″ N, 7° 33′ 57″ O                         | Brücke über die Graft von Gut Hange                       | | 35911814 | BW             |
| Venslage 5 52° 29′ 33″ N, 7° 31′ 11″ O                             | Kruzifix                                                  | Wegkreuz | 35910250 | Weitere Bilder |
| Westendorfer Straße 4 52° 27′ 57″ N, 7° 30′ 56″ O                  | Hof Focks (ehemals Hesemann)                              | Wohnwirtschaftsgebäude | 35909783 | BW             |
| Westendorfer Straße 4 52° 27′ 57″ N, 7° 30′ 56″ O                  | Scheune von Hof Focks (ehemals Hesemann)                  | | 35911265 | BW             |